# Шишманоглу, Омер
Омер Хасан Шишманоглу (тур. и нем. Ömer Hasan Şişmanoğlu; 1 августа 1989 года, Гамбург) — турецкий и немецкий футболист, нападающий клуба «Денизлиспор».

## Клубная карьера
Омер Шишманоглу, родившийся в немецком городе Гамбург, начинал свою карьеру футболиста в местном клубе «Санкт-Паули». 14 декабря 2007 года он дебютировал в немецкой Второй Бундеслиге, выйдя на замену в самой концовке домашнего поединка против «Майнца 05». Этот эпизод так и остался у него единственным в том чемпионате, в следующем сезоне Омер появился на поле уже в 10 играх «Санкт-Паули», но отметиться забитым мячом не сумел.
Летом 2009 года Омер Шишманоглу перешёл в команду турецкой Суперлиги «Кайсериспор». 9 августа 2009 года он дебютировал в главной турецкой лиге, выйдя на замену во втором тайме гостевой встречи с «Генчлербирлиги». Спустя почти 4 месяца Омер забил свой первый гол на высшем уровне, открыв счёт в самом начале домашнего поединка против «Бурсаспора». В следующем сезоне он отметился 7 забитыми голам в рамках Суперлиги, в том числе дублями в ворота «Буджаспора» и «Эскишехирспора».
В начале сентября 2012 года Омер перешёл в другой клуб турецкой Суперлиги «Антальяспор», за который забил 8 мячей в чемпионате 2012/13. Летом 2013 года он стал футболистом «Бешикташа». 5 октября 2013 года Омер забил свой первый гол за один из ведущих клубов Турции, ставший единственным и победным в гостевой встрече с «Эскишехирспором». За последний он также отыграл на правах аренды сезон 2014/15 и забил 9 мячей в рамках Суперлиги, среди которых выделяется дубль в ворота некогда грозного «Трабзонспора».
Первую половину сезона 2015/16 Омер играл за «Коньяспор», отметившись лишь одним забитым голом в Кубке Турции, а вторую — за «Антальяспор», где 13 мая 2016 года сделал хет-трик в домашнем матче против «Трабзонспора». За оба клуба он играл на правах аренды и по окончании сезона вернулся в «Бешикташ».